# 魚沼市立小出小学校
魚沼市立小出小学校（うおぬましりつ こいでしょうがっこう）は、新潟県魚沼市佐梨にある公立小学校。魚沼市の小学校で最も児童数の多い小学校である。

## 沿革
- 1873年（明治6年）10月15日 - 北魚沼郡小出島村100番地　観音寺に仮校舎開学
- 1875年（明治8年）1月 - 同地に本開学，公立小出島校と称す
- 1881年（明治14年）4月 - 小出島北裏に新校舎移転
- 1885年（明治18年）5月 - 公立小出島小学校と改称
- 1889年（明治22年）8月 - 尋常科小出島小学校と改称
- 1896年（明治29年）8月 - 町立小出尋常小学校と改称
- 1908年（明治41年）4月 - 高等科併置　町立小出尋常高等小学校と改称
- 1909年（明治42年）10月 - 小出町大字小出島浦之島に移転
- 1923年（大正12年）4月 - 四日町・佐梨両小学校を小出校に統合、校舎増改築
- 1941年（昭和16年）4月 - 小出国民学校と改称
- 1947年（昭和22年）4月 - 小出町立小出小学校と改称
- 1959年（昭和34年）5月 - 学校給食完全実施
- 1961年（昭和36年）10月 - 特殊学級開設
- 1965年（昭和40年）9月 - 新潟地震による被害甚大・中校舎除去。鉄筋三階建校舎１２教室竣工
- 1973年（昭和48年）10月 - 創立100周年記念誌「子どもの心」発行
- 1977年（昭和52年）11月 -「旧校舎に名残りを惜しむ会」式典挙行。旧校舎解体
- 1978年（昭和53年）4月 - 小出町大字佐梨にピロティー式鉄筋新校舎落成・竣工式挙行
  - 11月 - 竣工式・小出小学校百年の歩み「目で見る小出小学校写真集」発行
- 1979年（昭和54年）6月 - 通学専用佐梨中央橋完成、学校プール竣工
- 1983年（昭和58年）10月 - 創立110周年記念式典挙行、校舎中庭に記念事業の鑑賞池等の建設
- 1985年（昭和60年）4月 - 干溝小学校を統合
- 1993年（平成5年）10月 - 創立120周年記念式典，記念祝賀会
- 2003年（平成15年）10月 - 創立130周年記念式典，記念祝賀会
- 2004年（平成16年）11月 - 市制施行に伴い，魚沼市立小出小学校と改称
- 2007年（平成19年）- 校舎内大規模改修　駐車場新設
- 2009年（平成21年）- 体育館耐震補強工事，校舎教室等耐震補強工事
- 2010年（平成22年）- 校舎管理等耐震補強工事
- 2012年（平成24年）- 学童移転に伴う食堂改修工事

## 関係者

### 歴代校長
佐藤　貞一　昭和40年度～昭和41年度
小川　光雄　昭和42年度
田中　卓美　昭和43年度～昭和48年度
浅井　九五　昭和49年度～昭和50年度
江村　重邦　昭和51年度～昭和53年度
阿部　竹一郎昭和54年度～昭和55年度
吉川　鉄丸　昭和56年度～昭和58年度
田所　昭治　昭和59年度～昭和61年度
関矢　一雄　昭和62年度～平成元年度
関根　四郎　平成2年度～平成4年度
岡田　四郎　平成5年度～平成7年度
野﨑　建児　平成8年度～平成10年度
小沼　常之　平成11年度～平成13年度
山本　壽男　平成14年度～平成18年度
高橋　健一　平成19年度～平成23年度
菊池　桐夫　平成24年度～平成26年度
種村　啓子　平成27年度～平成28年度
樋口　健一　平成29年度～